# Vieil anglais
« Anglo-saxon (langue) » redirige ici. Pour les autres significations, voir Anglo-saxon.
Le vieil anglais, ancien anglais ou anglo-saxon est une langue qui était parlée en Angleterre et dans le sud de l'Écosse du Ve au XIIe siècle. Elle correspond au plus ancien stade de l'histoire de la langue anglaise.
Cette langue appartient à la branche occidentale des langues germaniques. Elle est parlée par les Anglo-Saxons qui s'installent en Grande-Bretagne à partir du Ve siècle. Dans les siècles qui suivent, elle subit l'influence du latin apporté par les missionnaires chrétiens, puis celle du vieux norrois parlé par les Vikings. Après la conquête normande, en 1066, le vieil anglais est supplanté par l'anglo-normand comme langue des élites du royaume d'Angleterre : marginalisé à l'écrit, il reste en usage à l’oral et évolue sous l'influence du français, inaugurant le stade du moyen anglais.

## Classification
Le vieil anglais appartient à la famille des langues indo-européennes. Au sein de cette famille, il est classé parmi les langues germaniques, et plus précisément parmi les langues germaniques occidentales. Sa forte similarité avec les langues frisonnes suggère l'existence d'un stade anglo-frison dans son histoire évolutive. Certains linguistes postulent plutôt un groupe ingvaeonique réunissant le vieil anglais, le vieux frison et le vieux saxon.

## Développement
Le vieil anglais n'est pas une langue uniforme. Son usage ayant couvert au minimum une période de 800 ans, il a évolué de manière considérable depuis les premières migrations des Frisons puis des Saxons, des Jutes et des Angles vers le sud-est de l'Angleterre jusqu'à l'invasion normande de 1066, à partir de laquelle la langue a subi des modifications très importantes. Tout au long de son existence, le vieil anglais a assimilé des éléments des langues avec lesquelles il a été en contact, la langue celtique pour une faible part et les deux dialectes vieux norrois parlés par les Vikings qui occupaient et contrôlaient une large portion du nord et de l'est de l'Angleterre (le Danelaw).

### Les origines germaniques

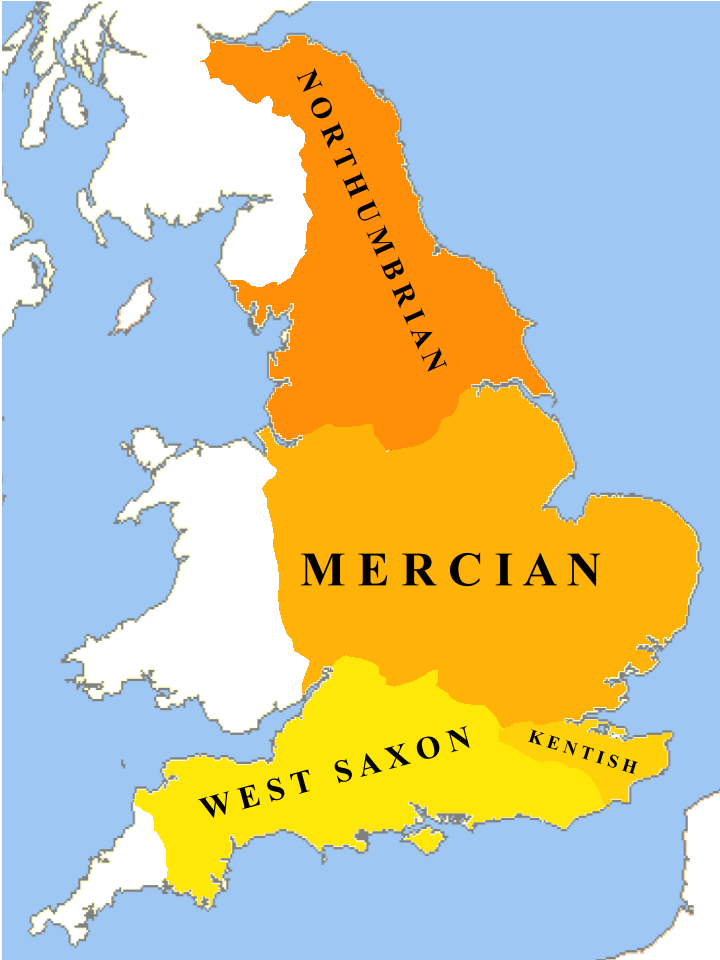
dialectes du vieil anglais, environ 800

Le vieil anglais est dans ses fondements une langue germanique, ce qui est perceptible dans le vocabulaire, la syntaxe et la grammaire. De manière plus précise, il appartient au groupe des langues germaniques occidentales. Il présente une parenté plus proche avec le frison, raison pour laquelle la plupart des spécialistes le regroupent avec ce dernier dans un supra-groupe anglo-frison.
Comme les autres langues de cette famille, le vieil anglais possède cinq cas grammaticaux. En plus du singulier et du pluriel, il a des formes de duel, utilisées pour les groupes de deux objets. Il attribue un genre à tous les noms, même à ceux qui désignent des objets inanimés : par exemple, sēo sunne (le Soleil) est féminin, alors que se mōna (la Lune) est masculin (comme en allemand moderne die Sonne et der Mond).

### L'influence du latin
Une part importante de la population éduquée et cultivée (moines, clercs, etc.) connaissait le latin, qui était à cette époque la lingua franca de l'Europe.
Il est parfois possible de dater approximativement l'entrée d'un mot latin dans le vieil anglais en se fondant sur les changements linguistiques qui ont suivi. Il y a eu au moins trois périodes notables durant lesquelles le latin a influencé la langue.
Cette influence s'est exercée dès le stade du proto-germanique avant que les Angles, Jutes et Saxons ne quittent le continent ou les îles orientales pour l'île de Bretagne. Cela explique pourquoi les langues germaniques occidentales ont un vocabulaire commun emprunté au latin, par exemple tiġele / tiġule > anglais moderne tile « tuile » (< latin tegula cf. allemand Ziegel) ; piper / pipor < anglais pepper « poivre » (< latin piper cf. allemand Pfeffer) ou  wall / weall > anglais moderne wall « mur, rempart » (< latin vallum cf. allemand Wall).
La seconde vague de latinisation a commencé lorsque les Anglo-Saxons se sont convertis au christianisme et que les prêtres maîtrisant le latin sont devenus plus nombreux. Les nécessités de la liturgie, la symbolique chrétienne et l'absence fréquente de correspondant en langue germanique expliquent l'emprunt de termes comme candle « chandelle » (< latin candēla).
La troisième, et la plus importante de ces périodes, est une période de transition entre le vieil anglais et le moyen anglais, où l'on note un rapide transfert de mots fondés sur le latin et de formes syntaxiques romanes. Elle suit l'invasion normande de 1066 et l'état de bilinguisme qui se développe dans les classes supérieures et moyennes de la société. Le vieil anglais est en concurrence avec l'anglo-normand, langue romane qui s'éteint après avoir laissé son empreinte sur le moyen anglais. Le vocabulaire de l'anglo-normand étant essentiellement d'origine latine, il est parfois difficile de déterminer si un mot d'origine latine est passé ou non par l'intermédiaire de cette langue d'oïl.

### L'influence scandinave

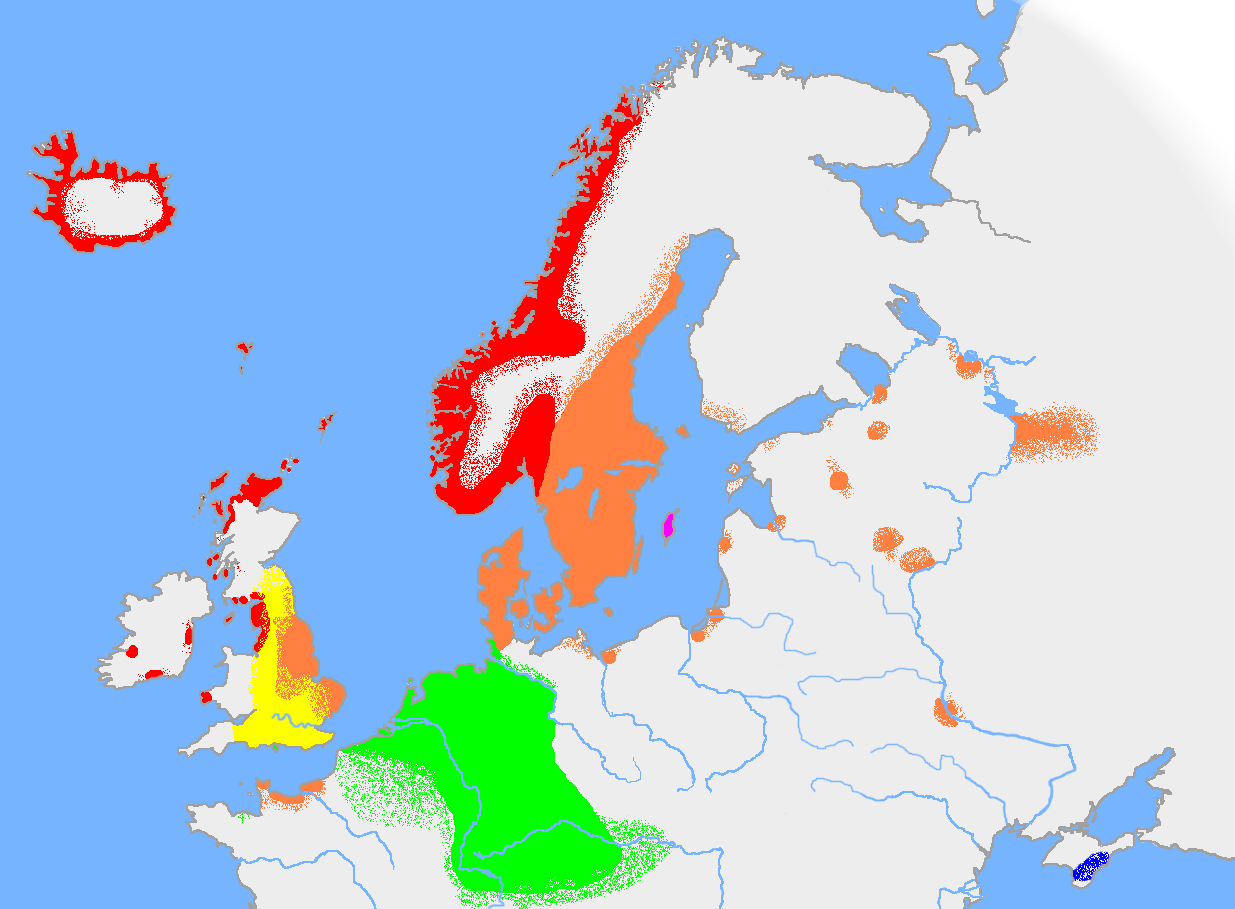
Extension approximative du vieux norrois et des langues liées au début du Xe siècle ; le vieil anglais est en jaune.

La seconde principale influence sur le vocabulaire du vieil anglais fut scandinave et eut lieu durant les invasions vikings des IXe et Xe siècles. En plus d'un grand nombre de noms de lieux, ces nouveaux mots concernent surtout le vocabulaire de base et des mots concernant les aspects administratifs particuliers du Danelaw, la côte est de l'Angleterre et de l'Écosse contrôlée par les Vikings. Ceux-ci s'exprimaient en vieux norrois, une langue liée au vieil anglais parce qu'elles dérivent toutes deux de la langue proto-germanique. Le rapprochement entre ces deux langues, favorisé par le climat politique, a eu pour conséquence la simplification des désinences casuelles. Le vieux norrois a donné au vieil anglais des mots comme sky, leg et le pronom moderne they.

## Dialectes

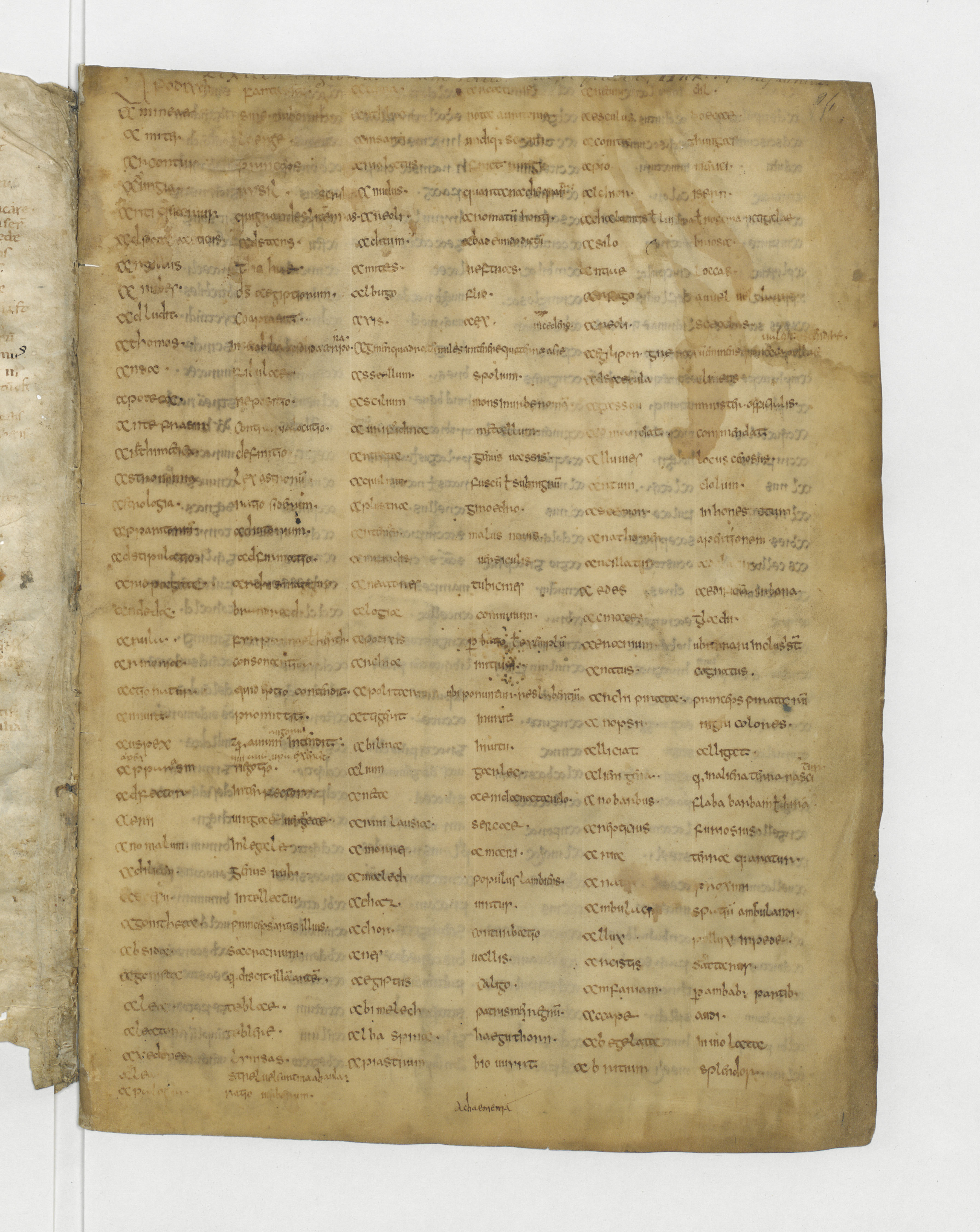
Glossaire d'Épinal (f. 01). Manuscrit rédigé en Northumbrie au VIIIe siècle.

La seule variation dialectale attestée du vieil anglais est d'ordre géographique. Son origine est inconnue : elle pourrait aussi bien être antérieure que postérieure à l'arrivée des Anglo-Saxons en Grande-Bretagne. Il est possible de distinguer quatre dialectes, qui correspondent aux quatre principaux royaumes anglo-saxons :
- le northumbrien en Northumbrie, dans le nord de l'Angleterre et le sud de l'Écosse ;
- le mercien en Mercie, dans les Midlands ;
- le kentien dans le Kent, dans le sud-est de l'Angleterre ;
- le saxon occidental au Wessex, dans le sud et le sud-ouest de l'Angleterre.

Le mercien et le northumbrien sont couramment réunis sous l'appellation « anglien ».
Des quatre dialectes, le mieux attesté est de loin le saxon occidental. Il est principalement connu, d'une part, grâce aux traductions réalisées à la cour d'Alfred le Grand à la fin du IXe siècle, et d'autre part, grâce aux travaux du grammairien Ælfric, qui datent d'un siècle plus tard. Les linguistes parlent de « saxon occidental ancien » (Early West Saxon) pour décrire la langue de l'époque d'Alfred et de « saxon occidental tardif » (Late West Saxon) pour décrire celle de l'époque d'Ælfric. Le saxon occidental tardif présente toutes les caractéristiques d'une langue littéraire standardisée, en particulier dans son orthographe, ce qui a conduit les philologues à le considérer comme la forme standard du vieil anglais, celle que décrivent la plupart des grammaires, bien que l'anglais moderne soit plutôt le descendant du dialecte mercien.

## Phonologie
Bien que l'on ne sache pas exactement comment le vieil anglais se prononçait, la comparaison avec les autres langues germaniques ainsi que l’analyse de la prononciation actuelle de l’anglais permettent une reconstitution raisonnable de la phonologie de la langue.

### Voyelles
Le vieil anglais possède sept voyelles simples attestées, chacune pouvant être brève ou longue. Il pourrait toutefois exister deux voyelles supplémentaires. Ces voyelles sont réparties comme suit :
| Type    | Brève      | Brève       | Longue     | Longue      |
| Type    | Antérieure | Postérieure | Antérieure | Postérieure |
| ------- | ---------- | ----------- | ---------- | ----------- |
| Fermée  | i y (ɪ)    | u           | iː yː (ɪː) | uː          |
| Moyenne | e (ø)      | o           | eː (øː)    | oː          |
| Ouverte | æ          | ɑ           | æː         | ɑː          |

- [ø] n’est pas attestée en saxon occidental, le dialecte le mieux représenté, mais elle existe probablement dans d'autres dialectes ;
- [ɪ] correspond à une des prononciations possibles du digramme ⟨ie⟩ de l’ancien saxon occidental.

Le vieil anglais possède également des diphtongues, écrites ⟨ea⟩, ⟨eo⟩ et ⟨ie⟩. La prononciation exacte de ces digrammes est l'un des points les plus débattus de la phonologie du vieil anglais. La vision traditionnelle postule l'existence de diphtongues brèves (monomoriques) et longues (bimoriques) :
- ⟨ea⟩ représente /æɑ/ ou /æːɑ/ ;
- ⟨eo⟩ représente /eo/ ou /eːo/ ;
- ⟨ie⟩ représente /ie/ ou /iːe/.

Les linguistes qui rejettent cette classification soulignent qu'il est extrêmement rare d'avoir un contraste entre diphtongues longues et brèves, et qu'un tel contraste n'existe ni en anglais moderne, ni dans les reconstitutions du proto-germanique, ce qui rend son existence au stade du vieil anglais peu plausible.

### Consonnes
Les consonnes utilisées en vieil anglais sont réparties de la manière suivante :
| Consonne          | Bilabiale | Labio-dentale | Dentale | Alvéolaire | Post-alvéolaire | Palatale | Vélaire | Glottale |
| ----------------- | --------- | ------------- | ------- | ---------- | --------------- | -------- | ------- | -------- |
| Occlusive         | p b       |               |         | t d        |                 |          | k ɡ     |          |
| Affriquée         |           |               |         |            | t͡ʃ (d͡ʒ)         |          |         |          |
| Fricative         |           | f (v)         | θ (ð)   | s (z)      | ʃ               | (ç)      | (x) (ɣ) | h        |
| Nasale            | m         |               |         | n          |                 |          | (ŋ)     |          |
| Spirante          |           |               |         | r          |                 | j        | w       |          |
| Spirante latérale |           |               |         | l          |                 |          |         |          |

Les sons qui figurent entre parenthèses ne sont pas des phonèmes, mais des allophones, c'est-à-dire des réalisations spécifiques de phonèmes en fonction de leur contexte :
- [d͡ʒ] est un allophone de /j/ ;
- [v], [ð] et [z] sont des allophones de /f/, /θ/ et /s/ respectivement ;
- [ç] et [x] sont des allophones de /h/ ;
- [ɣ] est un allophone de /ɡ/ ;
- [ŋ] est un allophone de /n/.

La gémination, c'est-à-dire le doublement d'une consonne, constitue un trait significatif : swelan « brûler » et swellan « enfler » forment une paire minimale.

## Écriture
Le vieil anglais est attesté dans deux systèmes d'écriture différents : le futhorc et l'alphabet latin. Le futhorc est un alphabet runique dérivé du vieux futhark utilisé par les Germains à partir du IIe siècle. Il se compose d'une série de 29 caractères conçus de manière à être gravés dans le bois, la pierre ou le métal. Certaines inscriptions en futhorc remontent aux tout premiers stades du vieil anglais, mais le plus ancien échantillon complet de cet alphabet figure sur le seax de Beagnoth, une lame du IXe siècle. En dépit de leur lien avec le paganisme, les runes restent employées après la conversion des Anglo-Saxons au christianisme, comme l'illustre leur emploi sur la croix de Ruthwell.

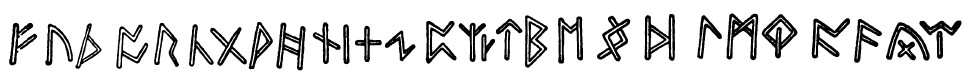
L'alphabet runique gravé sur le seax de Beagnoth.

L'alphabet latin, plus adapté à l'écriture de longs textes sur parchemin, est introduit en Northumbrie depuis l'Irlande en même temps que le christianisme. Les scribes ont recours à des caractères supplémentaires pour transcrire les sons spécifiques au vieil anglais. Deux de ces caractères sont dérivés de runes du futhorc : il s'agit du wynn ⟨ƿ⟩ pour le son /w/ et du thorn ⟨þ⟩ pour le son /θ/. Deux autres, l'ash ⟨æ⟩ pour le son /æ/ et l'eth ⟨ð⟩ pour le son /θ/, sont dérivés de lettres latines. Les lettres ⟨þ⟩ et ⟨ð⟩ sont employées de manière indifférente pour transcrire le son /θ/ et son allophone /ð/. Certaines lettres insulaires possèdent des tracés qui diffèrent significativement de l'alphabet latin moderne : ⟨ꝼ⟩ pour ⟨f⟩, ⟨ᵹ⟩ pour ⟨g⟩, ⟨ꞃ⟩ pour ⟨r⟩ et ⟨ꞅ⟩ pour ⟨s⟩.
Dans les éditions modernes de textes rédigés en vieil anglais, ces lettres sont modernisées, à l'exception de ⟨æ⟩, ⟨þ⟩ et ⟨ð⟩. Des diacritiques sont également ajoutés en guise d'aide à la prononciation : un macron est ajouté sur les voyelles longues et un point suscrit au-dessus du ⟨c⟩ lorsqu'il est prononcé /tʃ/ et du ⟨g⟩ lorsqu'il est prononcé /j/ ou /dʒ/.
| Graphie | API   | Remarques | Exemple               |
| ------- | ----- | --- | --------------------- |
| a       | /ɑ/   | L'orthographe alternative mann, monn « homme » suggère l'existence d'un allophone [ɒ] devant une consonne nasale. | dagas « jours »       |
| a       | /ɑː/  | L'orthographe alternative mann, monn « homme » suggère l'existence d'un allophone [ɒ] devant une consonne nasale. | bāt « bateau »        |
| æ       | /æ/   | Cette ligature supplante le digramme ⟨ae⟩ au cours du VIIIe siècle. | dæġ « jour »          |
| æ       | /æː/  | Cette ligature supplante le digramme ⟨ae⟩ au cours du VIIIe siècle. | dǣl « part »          |
| b       | /b/   | Cette lettre est également utilisée dans les plus anciens textes pour transcrire le son [v]. | bōc « livre »         |
| c       | /k/   | La palatalisation du /k/ en /tʃ/ se produit dans certains contextes, principalement devant les voyelles ⟨e⟩ et ⟨i⟩. Le ⟨c⟩ palatalisé est écrit ⟨ċ⟩ dans les éditions modernes. | cyning « roi »        |
| c       | /tʃ/  | La palatalisation du /k/ en /tʃ/ se produit dans certains contextes, principalement devant les voyelles ⟨e⟩ et ⟨i⟩. Le ⟨c⟩ palatalisé est écrit ⟨ċ⟩ dans les éditions modernes. | ċild « enfant »       |
| ċġ      | /ddʒ/ | Forme géminée de ⟨ġ⟩. | eċġ « lame »          |
| d       | /d/   | Cette lettre est également utilisée dans les plus anciens textes pour transcrire le son /θ/. | duru « porte »        |
| ð       | /θ/   | Ce phonème est réalisé [ð] entre deux voyelles ou consonnes sonores. La lettre ⟨ð⟩, longtemps interchangeable avec ⟨þ⟩, est plutôt utilisée en milieu ou fin de mot à partir de l'époque d'Alfred le Grand. | ðæt « ce »            |
| ð       | [ð]   | Ce phonème est réalisé [ð] entre deux voyelles ou consonnes sonores. La lettre ⟨ð⟩, longtemps interchangeable avec ⟨þ⟩, est plutôt utilisée en milieu ou fin de mot à partir de l'époque d'Alfred le Grand. | brōðor « frère »      |
| e       | /e/   | | helpan « aider »      |
| e       | /eː/  | hēr « ici » |                       |
| ea      | /æɑ/  | La nature exacte de cette diphtongue est discutée, notamment dans sa forme courte /æɑ/. Ce digramme transcrit parfois les sons /æ/, /æː/ ou /ɑ/ après ⟨ċ⟩ ou ⟨ġ⟩. | deað « mort »         |
| ea      | /æːɑ/ | La nature exacte de cette diphtongue est discutée, notamment dans sa forme courte /æɑ/. Ce digramme transcrit parfois les sons /æ/, /æː/ ou /ɑ/ après ⟨ċ⟩ ou ⟨ġ⟩. | rēad « rouge »        |
| ea      | /æ/   | La nature exacte de cette diphtongue est discutée, notamment dans sa forme courte /æɑ/. Ce digramme transcrit parfois les sons /æ/, /æː/ ou /ɑ/ après ⟨ċ⟩ ou ⟨ġ⟩. | ċealf « veau »        |
| ea      | /æː/  | La nature exacte de cette diphtongue est discutée, notamment dans sa forme courte /æɑ/. Ce digramme transcrit parfois les sons /æ/, /æː/ ou /ɑ/ après ⟨ċ⟩ ou ⟨ġ⟩. | ēaht « propriété »    |
| ea      | /ɑ/   | La nature exacte de cette diphtongue est discutée, notamment dans sa forme courte /æɑ/. Ce digramme transcrit parfois les sons /æ/, /æː/ ou /ɑ/ après ⟨ċ⟩ ou ⟨ġ⟩. | tǣċean « enseigner »  |
| eo      | /eo/  | La nature exacte de cette diphtongue est discutée, notamment dans sa forme courte /eo/. Ce digramme transcrit parfois le son /o/ après ⟨ċ⟩ ou ⟨ġ⟩. | leof « aimé »         |
| eo      | /eːo/ | La nature exacte de cette diphtongue est discutée, notamment dans sa forme courte /eo/. Ce digramme transcrit parfois le son /o/ après ⟨ċ⟩ ou ⟨ġ⟩. | dēop « profond »      |
| eo      | /o/   | La nature exacte de cette diphtongue est discutée, notamment dans sa forme courte /eo/. Ce digramme transcrit parfois le son /o/ après ⟨ċ⟩ ou ⟨ġ⟩. |                       |
| f       | /f/   | Ce phonème est réalisé [v] entre deux voyelles ou consonnes sonores. | folc « peuple »       |
| f       | [v]   | Ce phonème est réalisé [v] entre deux voyelles ou consonnes sonores. | heofon « ciel »       |
| g       | /ɡ/   | La palatalisation du /g/ en /j/ se produit dans certains contextes, principalement devant les voyelles ⟨e⟩ et ⟨i⟩. Le ⟨g⟩ palatalisé est écrit ⟨ġ⟩ dans les éditions modernes. Les deux phonèmes possèdent des allophones : - /g/ devient [ɣ] devant une voyelle postérieure ; - /j/ devient [d͡ʒ] après un ⟨n⟩ ou en cas de gémination. | gōd « bon »           |
| g       | [ɣ]   | La palatalisation du /g/ en /j/ se produit dans certains contextes, principalement devant les voyelles ⟨e⟩ et ⟨i⟩. Le ⟨g⟩ palatalisé est écrit ⟨ġ⟩ dans les éditions modernes. Les deux phonèmes possèdent des allophones : - /g/ devient [ɣ] devant une voyelle postérieure ; - /j/ devient [d͡ʒ] après un ⟨n⟩ ou en cas de gémination. | lagu « loi »          |
| g       | /j/   | La palatalisation du /g/ en /j/ se produit dans certains contextes, principalement devant les voyelles ⟨e⟩ et ⟨i⟩. Le ⟨g⟩ palatalisé est écrit ⟨ġ⟩ dans les éditions modernes. Les deux phonèmes possèdent des allophones : - /g/ devient [ɣ] devant une voyelle postérieure ; - /j/ devient [d͡ʒ] après un ⟨n⟩ ou en cas de gémination. | ġif « si »            |
| g       | [d͡ʒ]  | La palatalisation du /g/ en /j/ se produit dans certains contextes, principalement devant les voyelles ⟨e⟩ et ⟨i⟩. Le ⟨g⟩ palatalisé est écrit ⟨ġ⟩ dans les éditions modernes. Les deux phonèmes possèdent des allophones : - /g/ devient [ɣ] devant une voyelle postérieure ; - /j/ devient [d͡ʒ] après un ⟨n⟩ ou en cas de gémination. | enġel « ange »        |
| h       | /h/   | ⟨h⟩ représente un H aspiré en début de mot lorsqu'il est suivi par une voyelle. En fin de syllabe, ce caractère transcrit le son [ç] après une voyelle antérieure et [x] après une voyelle postérieure. | hūs « maison »        |
| h       | [x]   | ⟨h⟩ représente un H aspiré en début de mot lorsqu'il est suivi par une voyelle. En fin de syllabe, ce caractère transcrit le son [ç] après une voyelle antérieure et [x] après une voyelle postérieure. | dohtor « fille »      |
| h       | [ç]   | ⟨h⟩ représente un H aspiré en début de mot lorsqu'il est suivi par une voyelle. En fin de syllabe, ce caractère transcrit le son [ç] après une voyelle antérieure et [x] après une voyelle postérieure. | cniht « jeune homme » |
| i       | /i/   | | sċip « bateau »       |
| i       | /iː/  | līf « vie ». |                       |
| ie      | /iy/  | La nature exacte de cette diphtongue est discutée, notamment dans sa forme courte /iy/. Ce digramme représente parfois les sons /e/ ou /eː/ après ⟨ċ⟩ ou ⟨ġ⟩. | hieran « entendre »   |
| ie      | /iːy/ | La nature exacte de cette diphtongue est discutée, notamment dans sa forme courte /iy/. Ce digramme représente parfois les sons /e/ ou /eː/ après ⟨ċ⟩ ou ⟨ġ⟩. | nied « besoin »       |
| ie      | /e/   | La nature exacte de cette diphtongue est discutée, notamment dans sa forme courte /iy/. Ce digramme représente parfois les sons /e/ ou /eː/ après ⟨ċ⟩ ou ⟨ġ⟩. | ġiefan « donner »     |
| ie      | /eː/  | La nature exacte de cette diphtongue est discutée, notamment dans sa forme courte /iy/. Ce digramme représente parfois les sons /e/ ou /eː/ après ⟨ċ⟩ ou ⟨ġ⟩. | sċīene « beau »       |
| io      | /iu/  | Cette diphtongue n'existe pas en saxon occidental tardif. |                       |
| io      | /iːu/ | Cette diphtongue n'existe pas en saxon occidental tardif. |                       |
| k       | /k/   | Cette lettre est rare. | kyrtel « veste »      |
| l       | /l/   | Ce phonème est probablement vélarisé [ɫ] en fin de syllabe, comme en anglais moderne. | land « terre »        |
| m       | /m/   | | miċel « grand »       |
| n       | /n/   | Ce phonème est réalisé [ŋ] devant /k/ et /g/. | reġn « pluie »        |
| n       | [ŋ]   | Ce phonème est réalisé [ŋ] devant /k/ et /g/. | bringan « apporter »  |
| o       | /o/   | | dohtor « fille »      |
| o       | /oː/  | brōðor « frère » |                       |
| oe      | /ø/   | Cette voyelle n'existe pas en saxon occidental tardif. |                       |
| oe      | /øː/  | Cette voyelle n'existe pas en saxon occidental tardif. |                       |
| p       | /p/   | | pād « manteau »       |
| qu      | /kw/  | Ce digramme est rare. |                       |
| r       | /r/   | Sa réalisation exacte est inconnue : il pourrait s'agir d'une consonne spirante [ɹ] (comme en anglais moderne) roulée [r] ou battue [ɾ]. | rīċe « royaume »      |
| s       | /s/   | Ce phonème est réalisé [z] entre deux voyelles ou consonnes sonores. | sǣ « mer »            |
| s       | [z]   | Ce phonème est réalisé [z] entre deux voyelles ou consonnes sonores. | ċēosan « choisir »    |
| sc      | /ʃ/   | Systématiquement prononcé /sk/ à l'origine, cette prononciation n’est restée que dans le cas où ⟨sc⟩ précède une voyelle postérieure ou bien suit une voyelle postérieure, en position finale. | sċip « bateau »       |
| sc      | /sk/  | Systématiquement prononcé /sk/ à l'origine, cette prononciation n’est restée que dans le cas où ⟨sc⟩ précède une voyelle postérieure ou bien suit une voyelle postérieure, en position finale. | ascian « demander »   |
| t       | /t/   | | tīd « temps »         |
| th      | /θ/   | Ce diagraphe apparaît dans les plus anciens textes avant d'être supplanté par ⟨ð⟩ et ⟨þ⟩. | thā « alors ».        |
| þ       | /θ/   | Ce phonème est réalisé [ð] entre deux voyelles ou consonnes sonores. La lettre ⟨þ⟩, longtemps interchangeable avec ⟨ð⟩, est plutôt utilisée en début de mot à partir de l'époque d'Alfred le Grand. | þing « chose »        |
| þ       | [ð]   | Ce phonème est réalisé [ð] entre deux voyelles ou consonnes sonores. La lettre ⟨þ⟩, longtemps interchangeable avec ⟨ð⟩, est plutôt utilisée en début de mot à partir de l'époque d'Alfred le Grand. | cweþan « dire »       |
| u       | /u/   | Ce caractère représente également le son /w/ dans les plus anciens textes. | sunu « fils »         |
| u       | /uː/  | Ce caractère représente également le son /w/ dans les plus anciens textes. | hūs « maison »        |
| uu      | /w/   | Ce diagramme apparaît dans les plus anciens textes avant d'être supplanté par ⟨ƿ⟩. | uuiþ « avec »         |
| ƿ       | /w/   | Ce caractère (wynn) est remplacé par ⟨w⟩ dans les éditions modernes. | ƿīs « sage »          |
| x       | /ks/  | Par métathèse, /sk/ s’est parfois changé en /ks/, écrit ⟨x⟩. | axian « demander »    |
| y       | /y/   | | cyning « roi »        |
| y       | /yː/  | lȳtel « petit » |                       |
| z       | /t͡s/  | Variante rare de ⟨ts⟩. | bezt « meilleur »     |

## Morphologie
Le vieil anglais est une langue flexionnelle, dans laquelle les relations grammaticales sont marquées par des déclinaisons.

### Noms
Le nom se décline en deux nombres (singulier et pluriel), trois genres (masculin, féminin et neutre) et quatre cas (nominatif, accusatif, génitif et datif). Il existe des traces d'un troisième nombre, le duel, et d'un cinquième cas, l'instrumental.
Le genre grammatical correspond parfois au genre naturel, mais ce n'est pas systématique : les noms wīfmann et wīf, qui signifient tous deux « femme », sont respectivement masculin et neutre. Le genre grammatical d'un nom peut parfois être déduit de sa forme (ainsi, les noms en -dōm sont masculins), mais la plupart du temps, il faut s'appuyer sur le déterminant qui accompagne le nom pour en déterminer le genre.
La majeure partie des noms se répartissent en deux classes, les noms forts et les noms faibles. Il existe quelques autres déclinaisons, souvent qualifiées de mineures, qui comprennent chacune un faible nombre de noms courants.
| Cas       | Masculin nama « nom » | Masculin nama « nom » | Neutre ēage « œil » | Neutre ēage « œil » | Féminin sunne « soleil » | Féminin sunne « soleil » |
| Cas       | Singulier             | Pluriel               | Singulier           | Pluriel             | Singulier                | Pluriel                  |
| --------- | --------------------- | --------------------- | ------------------- | ------------------- | ------------------------ | ------------------------ |
| Nominatif | nama                  | naman                 | ēage                | ēagan               | sunne                    | sunnan                   |
| Accusatif | naman                 | naman                 | ēage                | ēagan               | sunnan                   | sunnan                   |
| Génitif   | naman                 | namena                | ēagan               | ēagena              | sunnan                   | sunnena                  |
| Datif     | naman                 | namum                 | ēagan               | ēagum               | sunnan                   | sunnum                   |

| Cas       | Masculin stān « pierre » | Masculin stān « pierre » | Neutre scip « navire » | Neutre scip « navire » | Féminin ġiefu « don » | Féminin ġiefu « don » |
| Cas       | Singulier                | Pluriel                  | Singulier              | Pluriel                | Singulier             | Pluriel               |
| --------- | ------------------------ | ------------------------ | ---------------------- | ---------------------- | --------------------- | --------------------- |
| Nominatif | stān                     | stānas                   | scip                   | scipu                  | ġiefu                 | ġiefa, -e             |
| Accusatif | stān                     | stānas                   | scip                   | scipu                  | ġiefe                 | ġiefa, -e             |
| Génitif   | stānes                   | stāna                    | scipes                 | scipa                  | ġiefe                 | ġiefa, -ena           |
| Datif     | stāne                    | stānum                   | scipe                  | scipum                 | ġiefe                 | ġiefum                |

La déclinaison en -an des noms faibles est à l'origine du pluriel en -en d'un petit nombre de mots anglais modernes : oxen « bœufs », children « enfants », brethren « frères ».

### Adjectifs
L'adjectif s'accorde en genre, nombre et cas avec le nom qu'il qualifie. Il peut être décliné de manière forte ou faible selon son utilisation : en position d'épithète, il suit la déclinaison faible, tandis qu'en position d'attribut, il suit la déclinaison forte.
Se mann is gōd « l'homme est bon »
Se gōda mann « l'homme bon »
| Cas          | Masculin  | Masculin | Neutre    | Neutre  | Féminin   | Féminin |
| Cas          | Singulier | Pluriel  | Singulier | Pluriel | Singulier | Pluriel |
| ------------ | --------- | -------- | --------- | ------- | --------- | ------- |
| Nominatif    | gōda      | gōdan    | gōde      | gōdan   | gōde      | gōdan   |
| Accusatif    | gōdan     | gōdan    | gōde      | gōdan   | gōdan     | gōdan   |
| Génitif      | gōdan     | gōdena   | gōdan     | gōdena  | gōdan     | gōdena  |
| Datif        | gōdan     | gōdum    | gōdan     | gōdum   | gōdan     | gōdum   |
| Instrumental | gōdan     | gōdum    | gōdan     | gōdum   | gōdan     | gōdum   |

| Cas          | Masculin  | Masculin | Neutre    | Neutre  | Féminin   | Féminin  |
| Cas          | Singulier | Pluriel  | Singulier | Pluriel | Singulier | Pluriel  |
| ------------ | --------- | -------- | --------- | ------- | --------- | -------- |
| Nominatif    | gōd       | gōde     | gōd       | gōd     | gōd       | gōde, -a |
| Accusatif    | gōdne     | gōde     | gōd       | gōd     | gōde      | gōde, -a |
| Génitif      | gōdes     | gōdra    | gōdes     | gōdra   | gōdre     | gōdra    |
| Datif        | gōdum     | gōdum    | gōdum     | gōdum   | gōdre     | gōdum    |
| Instrumental | gōde      | gōdum    | gōde      | gōdum   | gōdre     | gōdum    |

Le comparatif est construit avec le suffixe -ra et suit la déclinaison faible, tandis que le superlatif est construit avec le suffixe -ost et suit la déclinaison faible ou forte.

### Pronoms
Comme les noms, les pronoms s'accordent en genre, en nombre et en cas. Les pronoms personnels présentent un troisième nombre, le duel, utilisé avec des verbes conjugués au pluriel.
| Personne | Personne  | Personne  | Nominatif | Accusatif  | Génitif                   | Datif     |
| -------- | --------- | --------- | --------- | ---------- | ------------------------- | --------- |
| 1re      | Singulier | Singulier | iċ        | mec, mē    | mīn                       | mē        |
| 1re      | Duel      | Duel      | wit       | unc        | uncer                     | unc       |
| 1re      | Pluriel   | Pluriel   | wē        | ūs, ūsic   | ūre                       | ūs        |
| 2e       | Singulier | Singulier | þū        | þec, þē    | þīn                       | þē        |
| 2e       | Duel      | Duel      | ġit       | inc        | incer                     | inc       |
| 2e       | Pluriel   | Pluriel   | ġē        | ēow, ēowic | ēower                     | ēow       |
| 3e       | Singulier | Masculin  | hē        | hine       | his                       | him       |
| 3e       | Singulier | Neutre    | hit       | hit        | his                       | him       |
| 3e       | Singulier | Féminin   | hēo, hīo  | hīe, hī    | hire                      | hire      |
| 3e       | Pluriel   | Pluriel   | hīe, hī   | hīe, hī    | hira, hiera, heora, hiora | him, heom |

Les deux pronoms démonstratifs sont se, qui sert également d'article défini, et þes « ceci ». Ils sont à l'origine de l'anglais moderne the et this respectivement.
| Cas          | Masculin | Neutre | Féminin      | Pluriel      |
| ------------ | -------- | ------ | ------------ | ------------ |
| Nominatif    | þes      | þis    | þēos         | þās          |
| Accusatif    | þisne    | þis    | þās          | þās          |
| Génitif      | þisses   | þisses | þisse, þisre | þissa, þisra |
| Datif        | þissum   | þissum | þisse        | þissum       |
| Instrumental | þȳs      | þȳs    | —            | —            |

| Cas          | Masculin | Neutre   | Féminin  | Pluriel    |
| ------------ | -------- | -------- | -------- | ---------- |
| Nominatif    | se       | þæt      | sēo, sīo | þā         |
| Accusatif    | þone     | þæt      | þā       | þā         |
| Génitif      | þæs      | þæs      | þǣre     | þāra, þǣra |
| Datif        | þǣm, þām | þǣm, þām | þǣre     | þǣm, þām   |
| Instrumental | þȳ, þon  | þȳ, þon  | —        | —          |

### Verbes
Les verbes se conjuguent selon trois personnes (première, deuxième et troisième), deux nombres (singulier et pluriel), deux temps (présent et prétérit) et trois modes (indicatif, subjonctif et impératif). Il existe également deux formes de l'infinitif (avec ou sans to) et deux participes (passé et présent). Il n'existe qu'une seule voix, la voix active.
Les verbes se répartissent en deux grandes classes, les verbes faibles et les verbes forts, qui se distinguent dans la manière de former le prétérit et le participe passé. Les verbes forts modifient la voyelle de leur radical, tandis que les verbes faibles emploient un suffixe comprenant une consonne dentale. Cette distinction persiste en anglais moderne, où les verbes irréguliers correspondent à des verbes forts vieil-anglais. Ces grandes classes sont subdivisées en plusieurs sous-classes (sept pour les verbes forts, trois pour les faibles).
Il existe une classe supplémentaire qui se distingue des verbes forts et faibles, les verbes « présent-prétérit », qui sont à l'origine des auxiliaires modaux de l'anglais moderne.
Certains verbes sont complètement irréguliers, comme bēon / wesan « être », dōn « faire », gān « aller » et willan « vouloir ».

## Syntaxe

### Ordre des mots
L'ordre des éléments de la phrase en vieil anglais est plus varié qu'en anglais moderne, sans être totalement libre. En règle générale, les propositions indépendantes suivent l'ordre sujet-verbe, tandis que les propositions subordonnées repoussent le verbe à la fin. Néanmoins, il est possible de trouver des contre-exemples à ces deux cas.
Les propositions indépendantes qui commencent par certains adverbes comme þa « alors », þonne « alors », nu « à présent » et swa « ainsi », tendent à suivre un ordre V2, où le verbe suit immédiatement l'adverbe et précède le sujet. La même chose peut se produire avec un élément thématisé en début de phrase.